# Ferdinand Friedrich Gräfenhain
Ferdinand Friedrich Gräfenhain (* 14. Februar 1743 in Beichlingen,  Thüringen; † 18. März 1823 in Leipzig) war ein deutscher evangelischer Theologe.

## Leben
Ferdinand Friedrich Gräfenhain war ein Sohn des in Beichlingen tätigen Kantors Johann Ernst Gräfenhain und erhielt den ersten Unterricht im Elternhaus. Anschließend besuchte er acht Jahre lang die Thomasschule zu Leipzig und studierte daraufhin ab 1761 Theologie an der Universität derselben Stadt, hörte jedoch auch philosophische und naturwissenschaftliche Vorlesungen. Nach dem Abschluss seines Studiums erwarb er 1765 die Magisterwürde und wurde 1767 Katechet an der Peterskirche und 1770 Sonnabendsprediger an der Thomaskirche zu Leipzig. Hierher kehrte er auch, nachdem er seit Oktober 1775 das Diakonat in Taucha versehen hatte, 1778 als Unterdiakon an die Neukirche zurück.
Als Diakon in Taucha hatte sich Gräfenhain durch seine Abhandlung über die Auslegung des Neuen Testaments (Dissertatio de interpretationibus novi testamenti argutis magis, quam veris, Leipzig 1774) den Gelehrten und durch seine verständigen und klaren Predigten seiner Gemeinde empfohlen. Auf großes Interesse stieß insbesondere seine auch auf allgemeinen Wunsch gedruckte Predigt Von der Beruhigung der Christen bei dem drohenden Mangel der Lebensbedürfnisse (Leipzig 1770). Diesem Zuspruch verdankte er seine Beförderung zum Oberdiakon an der Neukirche zu Leipzig (1780). Er versah dieses Amt bis einige Jahre vor seinem Tod. Bei der dritten Jubelfeier der Universität Wittenberg erhielt er 1802 die theologische Doktorwürde.
In der Festpredigt, die er bei der ersten Jubelfeier der Neukirche 1799 hielt und auch herausgab (Leipzig 1799), bewies er seine Gabe, die Gläubigen innerlich anzusprechen, und erklärte offen seine Abneigung, den Geist des Lichts in ein mystisches Dunkel zu hüllen, welcher Irrweg damals von vielen Predigern gern betreten würde. Er schilderte in dieser Predigt die Gotteshäuser als Versammlungsorte für all jene, die in Zerstreuung lebten, als Zufluchtsstätten für alle, die bekümmert seien, und als Bildungsorte für alle, die nach christlicher Vollkommenheit strebten.
Die Muße, die Gräfenhain sein Amt ließ, nutzte er zur wissenschaftlichen Fortbildung und zu literarischen Arbeiten für Zeitschriften. So nahm er bis in seine letzten Lebensjahre Anteil an der seit 1785 vom Hofrat Adelung herausgegebenen Neuen Literaturzeitung, für die er vorzugsweise das Fach der griechischen Literatur besorgte. Erst in seinen späteren Jahren wurden ihm seine beruflichen Arbeiten durch einen Substituten erleichtert. Er starb am 18. März 1823 im Alter von 80 Jahren in Leipzig.
Gräfenhain zeichnete sich nicht nur durch seine Gelehrsamkeit, sondern auch durch seinen praktischen Blick als christlicher Religionslehrer aus. Auch entsprach er als einer der ersten Geistlichen in Leipzig bereitwillig den Wünschen vieler Gemeindemitglieder, die der Privatbeichte eine allgemeine Vorbereitung zur Feier des heiligen Abendmahls vorzogen.